# Eremostachys affinis
Eremostachys affinis là một loài thực vật có hoa trong họ Hoa môi. Loài này được Schrenk mô tả khoa học đầu tiên năm 1844.